# 胡塔-布利夏尼夫斯卡
48°46′43″N 26°49′41″E / 48.77861°N 26.82806°E
胡塔-布利夏尼夫斯卡（羅馬化：Huta-Blyshchanivska）是位於烏克蘭西部赫梅利尼茨基州卡緬涅茨-波多利斯基區杜納伊夫齊市鎮的村莊，面積0.27平方公里，海拔高度254米，2001年人口34，人口密度每平方公里124.1人。